# Elmer Booth
William Elmer Booth (9. prosince 1882 Los Angeles – 16. června 1915 tamtéž) byl americký divadelní a filmový herec. Byl starším bratrem Margaret Booth, filmové střihačky, která v Hollywoodu pracovala téměř 70 let.

## Kariéra
Elmer začal hrát v kočovných divadelních společnostech jako teenager. Velkého úspěchu dosáhl v divadelní společnosti v Central Theater v San Franciscu, kde působil v letech 1903 až 1906. Mezi lety 1910 a 1915 hrál ve 40 filmech, jedním z nejznámějších byl The Musketeers of Pig Alley (1912) od D. W. Griffitha, který je mnoha filmovými experty[kým?] považován za první gangsterský film.
V roli "The Snapper Kida", drsného pouličního výtržníka z Lower East Side, který vede válku gangů, ztvárnil Booth gangstera jako arogantního, zábavného antihrdinu, což byl výrazný odklon od tehdejších standardních filmových padouchů.

## Úmrtí
V časných ranních hodinách 16. června 1915 zemřel Booth při autonehodě v Kalifornii. Jel v autě, které řídil Tod Browning, herec a nový režisér z Reliance-Majestic Studios v Hollywoodu. V autě cestoval také herec George Siegmann. Den po nehodě noviny Los Angeles Times uvedly, že se trojice vracela do centra Los Angeles z restaurace, když Browningovo auto narazilo do vlaku společnosti Salt Lake Railroad:
„Elmer Booth byl na místě mrtvý. Automobil, ve kterém se svými dvěma společníky spěchal směrem k Los Angeles, narazil v časných ranních hodinách do zadní části plošinového vozu naloženého ocelovými kolejnicemi na křižovatce Santa Fe avenue a Salt Lake tracks. Průvodčí vlaku, Harry Jones, signalizoval lucernou, ale přesto došlo ke srážce, která poslala Elmera Bootha, který si právě začínal plnit své herecké ambice, hlavou přímo do kolejí.“
Browning a Siegmann nehodu přežili, ačkoli oba utrpěli vážná zranění. Pozdější zprávy jako příčinu nehody uváděly hustou mlhu, ale Elmerova sestra Margaret nikdy Browningovi ztrátu bratra neodpustila. D. W. Griffith, který plánoval obsadit Bootha do důležité role ve filmu Intolerance, pronesl smuteční řeč u hercova hrobu.

## Osobní život
V roce 1908 se Booth oženil s herečkou Irene Outtrim. Téhož roku se jim narodil syn, který však v březnu 1910 zemřel na zápal plic.